# Лотыш, Максим Леонидович
Максим Леонидович Лотыш (бел. Максім Леанідавіч Лотыш; род. 10 февраля 2001, Минск) — белорусский футболист, полузащитник.

## Карьера

### «Динамо» Брест
Воспитанник футбольной академии столичного клуба «Минск», где в 2017 году футболист начал выступать за дублирующий состав. В октябре 2017 году футболист проходил просмотр в краковской «Висле». В феврале 2018 году футболист перешёл в брестское «Динамо». В брестском клубе футболист также продолжил выступать за дублирующий состав. Дебютировал за клуб футболист 29 июля 2018 года в матче Кубка Беларуси против «Клецка», выйдя на замену на 72 минуте. Дебютный матч в чемпионате футболист сыграл 23 октября 2021 года против «Ислочи», выйдя на замену на 89 минуте. Позже футболист продолжал выступать в брестском клубе в дублирующем составе. В июне 2022 года футболист покинул клуб, расторгнув контракт по соглашению сторон.

### «Слоним-2017»
В июле 2022 года футболист на правах свободного агента присоединился к клубу из «Слоним-2017» из Первой лиги. Дебютировал за клуб футболист 13 августа 2022 года в матче против «Сморгони», выйдя на поле в стартовом составе. Футболист сразу же смог закрепиться в основной команде клуба, на протяжении сезона выступая в роли одного из ключевых игроков стартового состава, однако результативными действиями отличиться футболист так и не смог. По итогу сезона футболист вместе с клубом завершил чемпионат на итоговом одиннадцатом месте в турнирной таблице. В декабре 2022 года сообщалось, что футболист скорее всего продлит контракт с клубом ещё на сезон.
В феврале 2023 года футболист продлил контракт со слонимским клубом ещё на сезон. Первый матч в новом сезоне футболист сыграл 1 апреля 2023 года против «Макслайна», выйдя на поле в стартовом составе. Дебютными забитыми голами за клуб футболист отличился 7 мая 2023 года в матче против «Орши», оформив дубль. Очередным забитым дублем за клуб футболист отличился 8 октября 2023 года в матче против «Жодино-Южного». На протяжении всего сезона футболист был одним из основных игроков слонимского клуба, отличившись 5 забитыми голами и 2 результативными передачами во всех турнирах. По итогу сезона вместе с клубом закончил чемпионат на итоговом пятнадцатом месте.

### «Островец»
В январе 2024 года футболист отправился на просмотр в «Островец». В феврале 2024 года футболист официально присоединился к островецкому клубу на правах свободного агента. Дебютировал за клуб футболист 5 апреля 2024 года в матче против «Энергетика-БГУ», выйдя на поле в стартовом составе. Дебютным забитым голом за клуб футболист отличился 25 мая 2024 года в матче против «Слонима-2017». В матче 22 июня 2024 года против жодинского клуба «Торпедо-БелАЗ-2» футболист отличился забитым дублем. В матче 7 июля 2024 года против долбизновской «Нивы» футболист отличился дублем из результативных передач. По итогу своего дебютного сезона футболист вместе с клубом завершили чемпионат на итоговом одиннадцатом месте. На протяжении сезона футболист выступал за островецкий клуб в роли одного из ключевых игроков, отличившись 6 забитыми голами и 4 результативными передачами. В начале 2025 года футболист продолжил готовиться к новому сезону с «Островцом». В конце июня 2025 года футболист покинул островецкий клуб, расторгнув контракт по соглашению сторон. 

## Международная карьера
В 2017 году футболист принял участие в нескольких матчах за юношеские белорусские сборные в возрастной категории до 16 лет и до 17 лет.